# Luis Fernández de Córdoba y Aragón
Luis Fernández de Córdoba y  Aragón (Baena, 25 de enero de 1582-Madrid, 14 de noviembre de 1642), VIII conde de Cabra y VI duque de Sessa y IV de Baena.

## Biografía
Era hijo primogénito de Antonio Fernández de Córdoba y Folch de Cardona, V duque de Sessa, y su esposa Juana Fernández de Córdoba Aragón. En 1601 fue paje de la reina Margarita, durante el bautizo de la infanta Ana Mauricia, y en enero de 1606 sucedió en la Casa, tras la muerte de su padre.
El duque fue un reconocido mecenas del escritor Lope de Vega, con quien sostuvo una relación de amistad y protección hasta su muerte. De hecho, la obra titulada Fama póstuma a la vida y muerte del doctor Frey Lope Félix de Vega y Carpio, escrita por Juan Pérez Montalbán y publicada en 1636, está dedicada al duque. 
En 1614 recuperó del monarca, y para su linaje, el título de almirante mayor de Nápoles, y en 1623 se encontró en el recibimiento al príncipe de Gales, que visitaba la península con la voluntad de casarse con una infanta española. Poco después, en 1625, Felipe IV le concedió las encomiendas de Bedmar y Albanches, en la Orden de Santiago.
Contrajo matrimonio con Mariana de Rojas, hija de don Francisco de Rojas, III marqués de Poza y presidente del Consejo de Hacienda desde 1595 hasta 1602. Tras enviudar, volvió a casar en segundas nupcias con Francisca Luisa Portocarrero, VI marquesa de Villanueva del Fresno. De su primer matrimonio nació Antonio Fernández de Córdoba, que sucederá en la Casa como VII duque de Sessa.